# Louis Christiaan Besier
Louis Christiaan Besier (Utrecht, 10 maart 1868 - Den Haag, 4 november 1938) was een Nederlands jurist gespecialiseerd in het strafrecht.

## Familie
Besier was een lid van de patriciaatsfamilie Besier en zoon van mr. Louis Willem Alexander Besier (1829-1904), voorzitter van het Muntcollege en lid van de gemeenteraad van Utrecht, en Elisabeth Christina van Hall (1837-1900), lid van de familie Van Hall en dochter van rechtsgeleerde prof. mr. dr. Jacob van Hall (1799-1859). Hij trouwde te Hulshorst in 1904 met Geertruid Agnes barones van Isselmuden (1875-1967) uit welk huwelijk vier kinderen werden geboren.

## Biografie
Na zijn gymnasiumopleiding studeerde Besier rechten in Utrecht. In 1891 promoveerde hij op een proefschrift over De Stichtingen en het ontwerp tot herziening van het Burgerlijk Wetboek. Via de advocatuur en functies bij het Openbaar Ministerie werd hij in 1913 advocaat-generaal bij de Hoge Raad. Van 1934 tot 1938 was hij er procureur-generaal. In 1929-1930 was Besier voorzitter van de Nederlandse Juristen-Vereniging.

## Invloed
In de functie van advocaat-generaal en procureur-generaal bij de Hoge Raad nam hij veel conclusies die van grote invloed zijn geweest op de rechtsvorming in het strafrecht. Daarnaast werkte hij samen met de Leidse hoogleraar strafrecht Anthony Johannes Blok aan een gezaghebbend commentaar op het nieuwe Wetboek van Strafvordering, dat in 1926 van kracht werd; het werk werd in de wandeling bekend onder de naam van de beide auteursː Blok-Besier..

## Onderscheidingen
- Commandeur in de Orde van de Nederlandse Leeuw
- Commandeur in de Orde van Oranje-Nassau